# Зуби інспектора
«Зуби інспектора» (англ. The Inspector's Teeth) — науково-фантастичне оповідання Лайона Спрег де Кемпа, вперше опубліковане журналом «Astounding» в квітні 1950 року. Належить до серії «Міжпланетні подорожі» (порт. Viagens Interplanetarias), перше з підсерії про планету Земля.

## Сюжет
У 2088 році команда для ведення переговорів від Всесвітньої федерації очікує прибуття посла Осіріса для підписання міжзоряного договору. Посол прибув і зауважив, що його планета варта кращого договору, але він спочатку розповість їм цікаву історію:
У 2054 році, на початку міжзоряних подорожей, Хітхафея, молодий осіріанець, вступає до Атлантичного університету Землі та приймається в братство Йота Гамма Омікрон. Його земний друг Герберт Ленг'єл допомагає йому не зважаючи на протести сноба Джона Фіцджеральда. Хітафеа прийняв пропозицію на тій підставі, що міжзоряний дослідник де Камара, засновник Viagens Interplanetarias і перший землянин, який відвідав Осіріса, був йотою.
Для ініціації Фіцджеральд доручає Хітафеа вкрасти з музею кампусу вставні зуби осіріанського головного інспектора Фікесакхи, привезені на Землю де Камарою та подаровані коледжу. Незабаром після цього сусід Хітафеї по кімнаті з подивом виявив, що інопланетянин поспішно пакує речі і відбуває з додому.
Згодом Фіцджеральда заарештовують за крадіжку зубів інспектора з музею, а Ленг'єл отримує пояснювальну записку від зниклого Хітафеа. Спокусившись повернути артефакт, який де Камара вкрав з Осіріса, Хітафея загіпнотизував Фіцджеральда виконати брудну роботу, і зараз він повертається додому. 
На завершення посол, я це Хітхафея, пояснює, що підпише договір з сентиментальних міркувань.